# Giraumont, Meurthe-et-Moselle
Giraumont är en kommun i departementet Meurthe-et-Moselle i regionen Grand Est (tidigare regionen Lorraine) i nordöstra Frankrike. Kommunen ligger i kantonen Conflans-en-Jarnisy som tillhör arrondissementet Briey. År 2022 hade Giraumont 1 370 invånare.

## Befolkningsutveckling
Antalet invånare i kommunen Giraumont
| Referens: INSEE |